# Loi Gombette
Romano-germain
Droit du haut Moyen Âge
La loi Gombette ou loi des Burgondes (lex Burgundionum) est un code de lois civiles et pénales promulgué au début du VIe siècle par le roi des Burgondes Gondebaud, puis augmenté par ses successeurs Sigismond et Godomar III, fixant les usages à respecter par les sujets burgondes du Royaume. Elle a pour complément la « loi romaine des Burgondes » (lex romana Burgundionum) concernant les sujets « romains » du Royaume, c'est-à-dire les autochtones gallo-romains.
La lex Burgundionum a très tôt été plus couramment appelée du nom de son promulgateur lex Gundobada (« loi de Gondebaud »), puis lex Gumbata, ce qui a donné en français « loi Gombette ».
C'est le premier recueil de lois d'un roi germanique en Gaule ; après lui sont parus les codes concernant les Wisigoths, puis ceux concernant les Francs. Aucun ne montre mieux la fusion de l'élément romain avec l'élément germanique.

## Historique

### Date de promulgation
La promulgation de la loi des Burgondes date, selon la plus grande probabilité, du 29 mars 502,, l'année 502 correspondant à la seconde année du règne de Gondebaud sur la totalité du peuple burgonde. Le texte de la loi Gombette n'est toutefois pas l'œuvre exclusive de Gondebaud, plusieurs titres sont incontestablement l'œuvre de son successeur Sigismond et peut-être du dernier souverain burgonde Godomar.

### Contexte de la promulgation
Au cours de la deuxième moitié du Ve siècle, le peuple des Burgondes prend possession comme peuple fédéré d'un territoire concédé par les empereurs d'un Empire romain d'Occident en pleine crise. Les anciens possesseurs du sol et les « barbares » burgondes cohabitaient, les Gallo-Romains reconnaissant l'autorité des rois burgondes et consentant au partage de leurs biens. Des rapports de bienveillance s'étaient, dès l'origine de la conquête, établis entre les deux peuples. Une législation dans le sens des besoins nouveaux devenait indispensable.
Les faibles essais législatifs des premiers rois burgondes ne pouvant suffire, Gondebaud, petit-fils de Gondicaire, fondateur de la monarchie, se met en mesure d'y satisfaire. Il pose, avec l'aide de ses juristes, les bases d'une législation à la fois civile et criminelle qui reste consignée dans ce code désigné comme la loi Gombette.

### Sources législatives utilisées

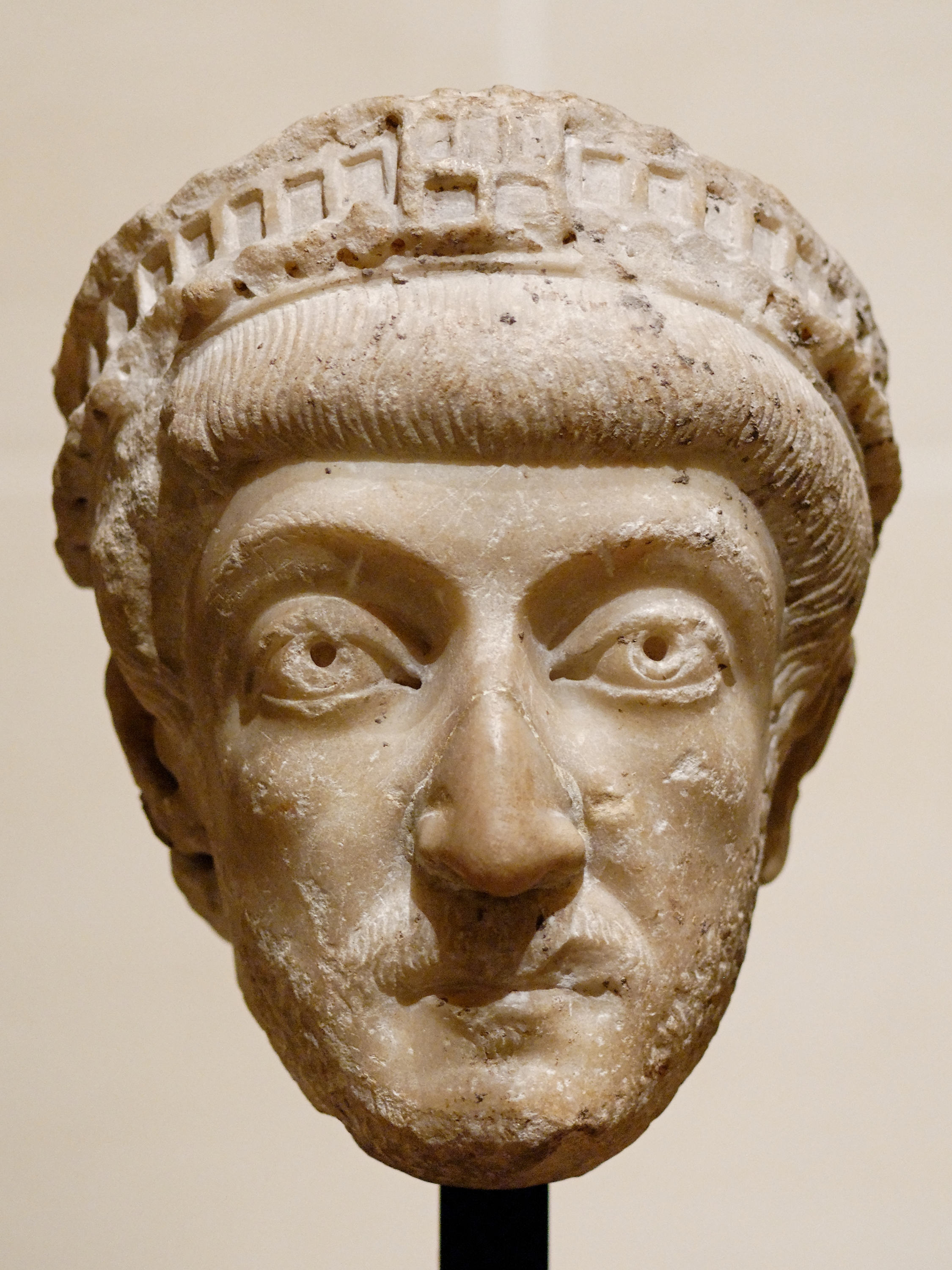
Buste de Théodose II, musée du Louvre.

La souscription du préambule de la loi Gombette comporte la signature de trente et un (ou trente-deux) noms des comtes, tous d'origine germanique, à l'exception d'un seul d'origine romaine. La loi Gombette reçut après la mort de Gondebaud des additions et des amendements assez considérables ; telle qu'elle nous est parvenue elle comporte quatre-vingt-neuf titres. Les sources législatives où puisa Gondebaud furent diverses. Il dut d'abord rechercher ce qui était applicable, dans les anciennes lois qui avaient régi la nation avant son entrée dans les Gaules. Il dut ensuite puiser aux sources de la législation de ses prédécesseurs. Certaines dispositions de ces lois présentent des traces non équivoques d'imitation du droit romain, puisées dans le Code théodosien, publié en 438 par Théodose II († 450), empereur d'Orient, et introduit dans l'empire d'Occident par Valentinien III (mort en 455).

### Lalex romana Burgundionum
Il fallait adapter un code de lois pour les Gallo-Romains. Aussi, le second préambule de la loi Gombette, édicte : « En ce qui concerne les Romains entre eux, […] nous ordonnons qu'ils soient jugés selon les lois romaines. Qu'ils sachent que, pour qu'ils ne puissent s'excuser sur leur ignorance, ils recevront une formule et une rédaction de lois, sur lesquelles ils devront baser leurs jugements. » Gondebaud annonçait dans le préambule de la loi Gombette un recueil de lois applicables aux sujets Gallo-Romains de son royaume. Quelques années plus tard fut promulguée la lex romana Burgundionum appelée aussi Papien.

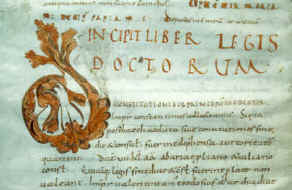
Manuscrit du Bréviaire d'Alaric conservé à la bibliothèque du patrimoine de Clermont Auvergne Métropole, Xe siècle.

Ce code de lois est un petit recueil, extrait du Code théodosien et autres sources du droit ancien, accommodé aux besoins nouveaux. Il est disposé suivant un ordre de matières à peu près identique à celui de la loi Gombette. Ce qui fait dire à Savigny : « Les différences entre les deux textes sont si légères qu'on peut les attribuer aux variantes des manuscrits, leur rapport est évident, … ». Il reçut, par suite d'une erreur du juriste français Cujas, le nom de Papien (édition de 1566). Ce code de lois à destination des sujets Gallo-Romains du royaume de Burgondie ne survécut pas longtemps au règne des rois burgondes. Ses imperfections et insuffisances lui firent perdre son autorité pratique et il fut remplacé par le Brevarium ou Bréviaire d'Alaric, qui avait été rédigé sous le règne d'Alaric II. Bien supérieur à la lex romana burgundionum, le Bréviaire d'Alaric fit oublier le recueil burgonde.

### Devenir de la loi Gombette
En 534, le royaume burgonde est conquis par les rois des Francs successeurs de Clovis, Clotaire, Childebert et Thierry et partagé entre eux. Mais la législation burgonde reste en place, d'autant plus que dès la génération suivante, celle des fils de Clotaire, apparaît, à côté de la Neustrie (royaume de Soissons) et de l'Austrasie (royaume de Metz), territoires proprement francs, un regnum Burgundiæ (« royaume de Burgondie » ou « royaume de Bourgogne ») attribué à Gontran.
La législation burgonde reste utilisée jusqu'à l'époque carolingienne.

## Présentation de la loi Gombette

### L'esprit de la loi
Chez les anciens, les lois étaient personnelles et ne régissaient pas un territoire. C'est-à-dire qu’elles s’attachaient à la personne, au domicile d’origine de chaque individu, sur quelque territoire qu’il lui plût de transférer sa résidence. Burgondes et Gallo-Romains qui cohabitaient en Burgondie, conservèrent des mœurs et des lois distinctes qui engendrèrent cette espèce de droit civil appelé droit personnel ou loi personnelle par opposition au droit territorial. La loi Gombette s'adressa en premier lieu aux sujets burgondes. Ainsi s’explique le passage suivant d’une lettre de l'évêque d’Agobardus († 840) à Louis le Débonnaire : « on voit souvent converser ensemble cinq personnes dont aucune n’obéit aux mêmes lois. » Néanmoins la loi Gombette comporte des passages qui établissent des peines ou des obligations pour les Gallo-Romains, d'autres qui soumettent les Burgondes au droit romain, ou leur en permettent l'usage.
La loi Gombette constitue un progrès sur les lois antérieures. Même si les peines que la loi prévoit relèvent encore de la dureté des temps, elle est animée d'un esprit d'humanité : « Quiconque aura refusé à un étranger l'hospitalité de son toit ou de son foyer à l'hôte qui se présente, sera condamné à payer une amende de trois sous d'or. » La loi Gombette établit aussi le principe de l'hospitalité et qui consiste essentiellement dans la répartition amiable et proportionnelle des biens-fonds entre les propriétaires et leurs hôtes. La loi Gombette fixe précisément dans quelles conditions les nouveaux venus et les anciens propriétaires du sol doivent s'entendre pour que tous aient accès à la terre. « Mais ce qui distingue éminemment la législation burgonde c'est son action dévouée pour la femme se manifestant particulièrement par l'hommage rendu à l'autorité de la mère. » La femme est l'objet de soins particuliers : « Entre toutes les lois barbares, celles des Burgondes (titres LIX et LXXXVI) et celle des Wisigoths sont les seules qui confèrent à la femme d'être tutrice de ses enfants mineurs tant qu'elle ne passait à d'autres noces ».
La loi Gombette continua de subsister comme droit personnel pendant quelques siècles : un capitulaire de Charlemagne où ce droit est reconnu, en fait état. Ce droit ou une partie de ce droit subsistait encore au temps de l'évêque Agobardus († 840) et d'Hincmar († 882).

### Le préambule
Le premier préambule commence en ces termes :
«  Gondebaud, très glorieux roi des Burgondes, voulant, pour l'intérêt de notre peuple et le maintien de la tranquillité publique, reconnaître pour tous les cas qui peuvent se présenter, ce qu'il y a, dans nos constitutions et celles de nos pères, de plus conforme à l'honnêteté, à l'ordre général, à la raison et à la justice, nous avons mûrement réfléchi sur cet objet, en présence de nos optimates convoqués, et nous avons ordonné que le résultat de nos délibérations communes fût rédigé par écrit pour servir de loi à perpétuité. Au nom de Dieu, ce recueil de constitutions, extrait des lois anciennes et nouvelles pour être conservé à perpétuité, a été publié à Lyon, le quatre des calendes d'avril, la seconde année du règne de notre très glorieux seigneur le roi Gondebaud.

Par amour de la justice, de cette vertu par laquelle nous apaisons le Seigneur, et qui est la source de toute puissance sur terre, nous avons d'abord, dans un conseil tenu avec nos comtes et les principaux de la nation, fait défense aux juges d'accepter aucun présent, ou de céder à aucune séduction qui puisse compromettre leur intégrité et leur équité.Nous ordonnons donc que tous nos juges ou tous ceux qui exercent une branche quelconque de l'administration, dans toutes les contestations qui s'élèveront à compter de ce jour entre les Burgondes et les Romains, faisant application des lois qui ont été promulguées par nous de concert avec les principaux de la nation, rendent la justice de telle manière, que nul d'entre eux ne se permette, dans les affaires qui sont soumises à son jugement, de recevoir des présents de l'une des parties, même à titre d'indemnité. […] En ce qui concerne les Romains entre eux, le crime de vénalité étant parmi eux interdit de la même manière que cela a été réglé par nos pères, nous ordonnons qu'ils soient jugés selon les lois romaines. Qu'ils sachent que, pour qu'ils ne puissent s'excuser sur leur ignorance, ils recevront une formule et une rédaction de lois, sur lesquelles ils devront baser leurs jugements. […] »
— Loi Gombette, extrait du préambule. Traduction J.-F.-A. Peyré, Lyon, 1855.

### Quelques extraits
| L'œuvre législative de Gondebaud : la loi Gombette Quelques extraits des dispositions contenues dans la « lex Burgundionum » dite loi Gombette Cette loi comporta d'abord 88 articles puis 105 articles |
| TITRE II DES HOMICIDES |
| : […] - […] Il doit être versé une indemnité aux parents de la personne tuée, en fonction de son rang. - Si quelqu'un tue un optimate(*) qu'il verse cent cinquante sous. - Si quelqu'un tue un homme de condition médiocre de notre peuple : cent sous. - Pour une personne de condition inférieure nous ordonnons qu'il soit payé : soixante-quinze sous. - Si un esclave, à l'insu de son maître, tue accidentellement un homme ingénuile(**), l'esclave sera mis à mort, mais le maître ne sera pas inquiété. Si le maître est complice de l'esclave criminel, ils seront tous deux mis à mort. Si l'esclave après son forfait s'enfuit, le maître versera, pour le prix de l'esclave, trente sous aux parents de la victime. […]                                                                                                |
| TITRE VI DES ESCLAVES FUGITIFS |
| : […] |
| TITRE IX DE L'EMPLOI DE LA VIOLENCE |
| : […] |
| TITRE IX DES DÉFRICHEMENTS |
| : […] Si un Romain ou un Burgonde a fait un défrichement dans une forêt restée en commun |
| TITRE XX DES VOLS COMMIS PAR DES ESCLAVES FUGITIFS |
| : […] (Art. 2.) Si un esclave a commis un vol, il sera livré au dernier supplice ; et le maître devra payer à velui à qui ont été enlevés les animaux compris dans l'énumération qu'on a vu plus haut, la simple valeur de ces mêmes animaux, suivant l'appréciation que nous venons d'en faire, si toutefois ces animaux n'ont pu être retrouvés par leur maître. |
| TITRE XV DES VOLS ET DE LA VIOLENCE |
| : […] |
| TITRE XXVI DE LA PERTE DES DENTS |
| : […] - Si quelqu'un, de quelque manière que ce soit, occasionne la perte d'une dent, à un optimate burgonde ou à un noble romain, il versera quinze sous. Mais pour des ingénuiles, de condition médiocre, aussi bien burgondes que romains, pour la perte d'une dent, la composition sera de dix sous. - Pour les personnes de condition inférieure : cinq sous. - Si un esclave a volontairement occasionné la perte d'une dent à un ingénuile(*), il sera condamné à avoir la main coupée. De plus, une composition devra être payée pour les dents ainsi qu'il a été établi plus haut, en fonction du rang de la personne blessée. - Si un ingénuile a causé la perte d'une dent à un affranchi, il lui versera trois sous. S'il a arraché la dent de l'esclave d'un autre homme, il payera au maître de cet esclave deux sous. |
| TITRE XXVII DES BRIS DE CLÔTURE, DES CHEMINS BARRÉS, DES VOLS ET DES VIOLENCES |
| : […] - Si quelqu'un brise la clôture d'autrui… - Si c'est un esclave qui a fait cela, il recevra cent coups de fouet et la clôture devra être réparée… - Si quelqu'un, de jour, s'introduit dans la vigne d'autrui et commet un vol ou fait des dégâts, il versera pour ce fait trois sols. - Si c'est un esclave qui a fait cela, il sera tué. - Si quelqu'un s'introduit de nuit dans la vigne au moment des vendanges et s'il est tué dans la vigne par le gardien, le maître ou les parents de la victime ne pourront pas se plaindre. […] |
| TITRE XXXIII DES INSULTES FAITES AUX FEMMES |
| : [...] |
| TITRE XXXIV DU DIVORCE |
| : […] - Si quelqu'un renvoie sa femme sans motif, il devra lui rendre tout ce qu'elle avait apporté en dot et, de plus, il lui versera 12 sous… […] |
| TITRE XXXVIII DU REFUS DE L'HOSPITALITÉ AUX ENVOYÉS DES NATIONS ÉTRANGÈRES OU AUX VOYAGEURS |
| : […] - Quiconque aura refusé son toit ou son foyer à l'hôte qui se présente, sera condamné à payer une amende de trois sous d'or… |
| TITRE XL DES AFFRANCHISSEMENTS |
| : - Si un Burgonde a conféré l'affranchissement à son esclave et qu'à l'occasion d'une légère offense il croit devoir révoquer son affranchissement, qu'il sache que cette faculté lui est interdite par la présente loi, et qu'un affranchi ne peut être rappelé à son premier état… |
| TITRE LIV DU PARTAGE DES TERRES |
| : - Au temps où notre peuple a reçu un tiers des esclaves et deux tiers des terres, nous avons décidé que ceux auxquels nous ou nos parents avions donné une terre avec des esclaves, ne pourraient exiger en outre un tiers des esclaves et deux tiers des terres dans les lieux où ils ont reçu l'hospitalité (de la part des Romains)… |
| TITRE LXXXIV DE LA VENTE DES TERRES |
| : - Comme nous avons appris que les Burgondes se défaisaient trop facilement du lot qui leur avait été attribué, nous estimons devoir décider par la présente loi que personne n'aura l'autorisation de vendre ses terres à moins qu'il ne possède ailleurs une autre propriété… |
| (*) – Optimate : homme de condition supérieure, noble. (**) – Ingenuile : homme libre de condition modeste. |
| Tiré du document La Bourgogne au Moyen Âge édité par l'Académie de Dijon, Centre régional de recherche et de documentation pédagogiques (1972) qui donne ses sources : La loi Gombette, Édition latine par J.E. Valentin-Smith, fascicule 2, Lyon et Paris 1889, page 9, (titre II) 20, (titre XXVI) 22 et 23, (titres XXXIII et XXXIV) 23 et 24, (titre XXXVIII) 33 et 34, (titre LIV) 43, (titre LXXXIV). et de Loi Gombette, traduction J.-F.-A. Peyré, Auguste Brun, Lyon, 1855. |

### Livres et articles
- (fr) Friedrich Carl von Savigny, Histoire du droit romain au Moyen Âge, Paris, Charles Hingray, 1839 (lire en ligne)Traduite de l'allemand par Charles Guenoux, sur Google Livres..
- (fr) J.-F.-A. Peyré, Loi Gombette, Lyon, Auguste Brun, 1855 (lire en ligne)Sur Google Livres..
- (fr) Alain Marchandisse et Jean-Louis Kupper, À l'ombre du pouvoir. Les entourages princiers au Moyen Âge, Liège, Bibliothèque de la Faculté de Philosophie et Lettres de l'université de Liège, 2003, 20 p. (ISBN 2-87019-283-5, lire en ligne)Études réunies par Alain Marchandisse. Étude sur l'entourage des rois du Regnum Burgundiæ faite par Reinhold Kaiser..

### Sur Internet
- Loi Gombette, traduite par J.-F.-A. Peyré, 1855 sur Google Livres.
- Lex Romana Burgundionum sur le site de la Roman Law Library.
- Histoire du droit romain, de Friedrich Carl von Savigny, traduite de l'allemand, Paris, 1839, sur Google Livres.
- Mémoires lus à la Sorbonne : De la famille chez les Burgondes, par Valentin Smith.
- Leges Wisigothorum : transcription du latin dans les M.G.H. (1902) ; texte numérisé disponible sur le site de la BNF.
- et  le Bréviaire d'Alaric de Clermont (images du manuscrit 201 de la Bibliothèque municipale de Clermont ; Xe siècle ; présentées sur le site de la faculté de droit et de science politique de Clermont-Ferrand).
- A Handbook For Alaric's Codification, essai en anglais de José-Domingo Rodríguez-Martín (Madrid Complutense, 1999).
- Bréviaire d'Alaric II, extrait d'Histoire de l'Aquitaine de M. de Verneilh-Puiraseau, 1822.
- Édition de Gustavo Haenel sur le site de la Roman Law Library, tenu par Yves Lassard & Alexandr Koptev (Leges Roman Barbarorum).
- Informations sur la Lex Burgundionum et la Lex Romana Burgundionum sur le site de la Bibliotheca legum. A database on Carolingian secular law texts (allemand et anglais).